# Janina Dziarnowska
Janina Dziarnowska (1903-1992) - poetessa i escriptora polonesa, especialista en literatura soviètica. És l'autora de les obres: Miasto nowych ludzi (1953), Powieść o Annie (1951), Gdy inni dziećmi są (1960), Słowo o Brunonie Jasieńskim (1978).